# Ла Форначе (Пезаро и Урбино)
Ла Форначе је насеље у Италији у округу Пезаро и Урбино, региону Марке.
Према процени из 2011. у насељу је живело 23 становника. Насеље се налази на надморској висини од 190 м.